# Jurij Oszipovics Oszipov
Jurij Oszipovics Oszipov (oroszul: Юрий Осипович Осипов, grúzul: იური ოსიპოვი, Iuri Oszipovi) (Sztálingrád, 1937. március 16. –) szovjet színekben világbajnok orosz tőrvívó, grúziai sportvezető.